# Jergak-Targak-Tajga

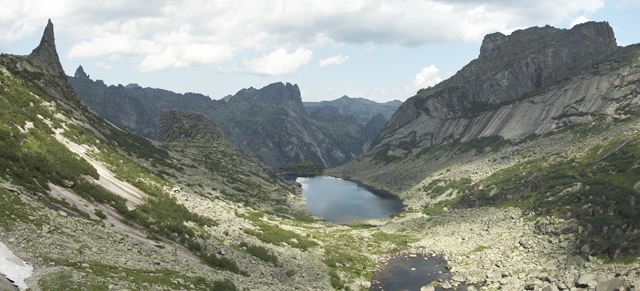
Góry Jergak-Targak-Tajga

Jergak-Targak-Tajga, także Tazarama (ros.: Ергак-Таргак-Тайга; Тазарама) – pasmo górskie w azjatyckiej części Rosji, w Sajanie Zachodnim, na granicy Kraju Krasnojarskiego i Tuwy. Rozciąga się na długości ok. 200 km, między rzekami Us i Kazyr. Wysokość szczytów nie przekracza 2500 m n.p.m. Pasmo zbudowane jest głównie z łupków metamorficznych i granitów. Dominuje rzeźba średniogórska. Zbocza pasma (do wysokości ok. 1800 m n.p.m.) pokryte są tajgą ciemną z sosną i jodłą; w wyższych partiach występują łąki subalpejskie, tundra wysokogórska oraz rumowiska skalne.